# Vickers Victoria
Die Vickers Victoria war ein Transportflugzeug (troop-carrier) des britischen Herstellers Vickers (Aviation) Ltd. aus den 1920er und 1930er Jahren. Sie wurde als Ersatz für die Vickers Vernon aus dem Bombenflugzeug Vickers Virginia entwickelt. Dies entsprach der Vorgehensweise, die Vickers bereits bei der Vernon anwendete, deren Basis die Vickers Vimy war. Das Flugzeug hatte zwei Napier Lion IXA Motoren (2 × 330 kW) und konnte 22 Soldaten in voller Ausrüstung befördern.

## Entwicklung
Entsprechend den Anforderungen der Air Ministry Specification 5/20 baute Vickers zwei Prototypen (RAF-Seriennr. J6860 und J6861), wonach die J6860 am 22. August 1922 zum Erstflug startete.
Nach ausführlichen Tests, auch mit Hilfe des zweiten Prototyps J6861 erhielt Vickers einen ersten Auftrag über 15 Mk.III. Weitere Aufträge brachten die Produktion auf 46 Mk.III/IIIA. Die Mk.IV war ein Prototyp für die Metallbauweise der Tragflächen. 17 Mk.III und Mk.IIIA wurden entsprechend umgebaut. Danach wurden 37 Mk.V mit Napier Lion VIIB (2 × 570 PS) und Metalltragflächen beschafft. Die K2340 erhielt zur Verbesserung erst Bristol-Jupiter- und später Bristol-Pegasus-Motoren. Danach wurde entschieden, alle weiteren Victorias mit Pegasus-Motoren (2 × 622 PS) auszurüsten. Diese Version wurde Mk.VI genannt; allerdings entschied das Air Ministry 1932/1933, diese Version in Valentia umzubenennen. Insgesamt wurden 60 Victorias in Valentias umgebaut, während die neue Produktion 28 Valentias betrug.

## Konstruktion
Die tragenden Strukturen der Victoria waren in einer Holz-Metall-Gemischtbauweise ausgeführt. Die vordere Rumpfhälfte hatte eine Halbschalenbauweise mit Sperrholzbeplankung, während die hintere Hälfte konventionell als Metall-Rohr-Gitterkonstruktion mit Holzformteilen zur Erlangung eines ovalen Rumpfquerschnitts konzipiert war. Die ebenfalls konventionell aufgebauten Tragflächen besaßen eine mit Stoff bespannte Metallstruktur.

## Produktion
Abnahme der Vickers Victoria und Valentia durch die RAF:
| Version              | 1922 | 1923 | 1924 | 1925 | 1926 | 1927 | 1928 | 1929 | 1930 | 1931 | 1932 | 1933 | 1934 | 1935 | 1936 | 1937 | Summe |
| -------------------- | ---- | ---- | ---- | ---- | ---- | ---- | ---- | ---- | ---- | ---- | ---- | ---- | ---- | ---- | ---- | ---- | ----- |
| Mk.I                 | 1    |      |      |      |      |      |      |      |      |      |      |      |      |      |      |      | 1     |
| Mk.II                |      | 1    |      |      |      |      |      |      |      |      |      |      |      |      |      |      | 1     |
| Mk.III               |      |      |      |      | 31   |      |      |      |      |      |      |      |      |      |      |      | 31    |
| Mk.IIIA              |      |      |      |      |      | 2    | 13   |      |      |      |      |      |      |      |      |      | 15    |
| Mk.IV                |      |      |      |      |      |      | 1    |      |      |      |      |      |      |      |      |      | 1     |
| Mk.IV Umbau          |      |      |      |      |      |      | (14) | (3)  |      |      |      |      |      |      |      |      | (17)  |
| Mk.V                 |      |      |      |      |      |      |      | 7    | 6    | 6    | 13   | 5    |      |      |      |      | 37    |
| Mk.V Umbau           |      |      |      |      |      |      |      | (1)  | (4)  | (1)  |      |      |      |      |      |      | (6)   |
| Mk.VI                |      |      |      |      |      |      |      |      |      |      |      | 11   |      |      |      |      | 11    |
| Valentia             |      |      |      |      |      |      |      |      |      |      |      |      | 16   | 6    | 6    |      | 28    |
| Mk.VI/Valentia Umbau |      |      |      |      |      |      |      |      |      | (1)  | (1)  | (4)  | (15) | (28) | (10) | (1)  | (60)  |
| Summe                | 1    | 1    | 0    | 0    | 31   | 2    | 14   | 7    | 6    | 6    | 13   | 16   | 16   | 6    | 6    | 0    | 125   |

## Einsatz
Die Victoria/Valentia hatte eine lange Einsatzspanne, wobei sie fast ausschließlich als Transporter bei der 70 Squadron im Irak und der 216 (Bomber-Transport) Squadron in Ägypten geflogen wurden. Lediglich während der Abessinien-Krise 1935 wurden sechs Valentias in Ägypten bewaffnet, flogen aber keine Kampfeinsätze. Zu Beginn des Krieges erhielten die 216 Squadron Bristol Bombays, mit denen die Bombeneinsätze geflogen wurden. Beim Aufstand im Irak im Jahre 1941 flogen die Valentias Verstärkungen aus Indien ein. Auch bei der Besetzung des Iran im gleichen Jahr wurden die Valentias für Truppenbewegungen eingesetzt. Die 70 Squadron gab ihre Valentias im Jahre 1939 nach der Umrüstung auf Vickers Wellington an den Bomber-Transport Flight in Ambala/Indien (später 31 Squadron) ab. Dort wurden die Flugzeuge bis 1943 bei der Air Landing School eingesetzt. Die letzte Valentia K3600 machte am 28. Juli 1944 Bruch bei dem Iran & Persia Communications Flight.

## Technische Daten
| Kenngröße             | Victoria V                                 |
| --------------------- | ------------------------------------------ |
| Besatzung             | 2                                          |
| Passagiere            | 22 Soldaten                                |
| Länge                 | 18,15 m                                    |
| Spannweite            | 26,64 m                                    |
| Flügelfläche          | 202,34 m²                                  |
| Höhe                  | 5,41 m                                     |
| Leermasse             | 4554 kg                                    |
| max. Startmasse       | 8063 kg                                    |
| Antrieb               | zwei Napier Lion XI mit je 570 PS (419 kW) |
| Höchstgeschwindigkeit | 176 km/h in Meereshöhe                     |
| Reichweite            | 1230 km                                    |
| Dienstgipfelhöhe      | 4940 m                                     |